# Brownstone (gruppo musicale)
Le Brownstone sono state un gruppo musicale statunitense, formatosi nel 1994 a Los Angeles.

## Storia
Le tre componenti originali delle Brownstone erano Monica "Mimi" Doby, Charmayne Maxena "Maxee" Maxwell e Nichole "Nicci" Gilbert. Nel 1994 il loro singolo If You Love Me ha raggiunto la vetta della classifica neozelandese e l'8ª posizione sia in quella statunitense sia in quella britannica. Nelle medesime classifiche hanno poi piazzato altri quattro singoli: Grapevyne, I Can't Tell You Why, 5 Miles to Empty e Kiss and Tell. Il loro album di debutto, intitolato From the Bottom Up, è entrato alla 29ª  posizione della Billboard 200 e alla 18ª della Official Albums Chart ed è stato certificato disco di platino in madrepatria e disco d'argento nel Regno Unito.
Nel 1995 il gruppo ha vinto un Billboard Music Award su sei candidature e ha ricevuto una candidatura al Grammy Award per If You Love Me. Dopo l'abbandono della Davis e l'ingresso di nuovi membri nel gruppo, a giugno 1997 è uscito il loro secondo disco Still Climbing, il quale si è fermato al 51º posto negli Stati Uniti e al 19º nel Regno Unito. Nel 2019, in occasione del venticinquesimo anniversario del loro primo album, si sono riunite all'Essence Festival.

## Discografia

### Album in studio
- 1995 – From the Bottom Up
- 1997 – Still Climbing

### Raccolte
- 2000 – All for Love
- 2009 – Super Hits

### Singoli
- 1994 – Pass the Lovin'
- 1994 – If You Love Me
- 1995 – Grapevyne
- 1995 – I Can't Tell You Why
- 1997 – 5 Miles to Empty
- 1997 – Kiss and Tell